# 明石景行
明石景行（日语：あかしかげゆき，出生不详），原为戰國時代武將、宇喜多氏家臣，後豐臣氏家臣。其祖父明石景親、父明石全登，通稱久兵衛。2,000石知行，有40人左右的鐵砲隊。子明石宣行，3,300石知行。
景行在關原之戰跟從父親全登的主君宇喜多秀家參戰敗北，隱居於備中。大坂之陣與兒子宣行站在豐臣軍一方再度上場，又敗，遂再次隱居。3年後被德川家康赦免，不久病死。